# Liu Xuan
Liu Xuan, em chinês: 刘璇, (Changsha, 12 de agosto de 1979) é uma ex-ginasta chinesa que competiu em provas de ginástica artística. 
Xuan fez parte da equipe chinesa que disputou os Jogos Olímpicos de Sydney, em 2000, conquistando três medalhas, sendo uma dela de ouro.

## Carreira
Liu começou na ginástica ainda pequena, sobre influência da mãe, praticante durante a Revolução Cultural Chinesa. Por seus bons resultados nacionais, Liu foi selecionada para integrar a equipe que disputaria o Campeonato Mundial de Dortmund. No evento, a ginasta ajudou sua equipe, a conquistar a quarta colocação nos exercícios coletivos. No ano posterior, Liu disputou o mundial de Sabae, conquistando a medalha de prata por equipes.
Em 1996, no Campeonato Mundial de San Juan veio sua primeira medalha individual em mundiais, um bronze, conquistada na trave, seu melhor aparelho. Ainda em 1996, em sua primeira aparição olímpica, nos Jogos Olímpicos de Atlanta, a ginasta novamente ajudou sua equipe a conquistar a quarta colocação na competição por equipes, a equipe romena conquistou a medalha de ouro. No ano seguinte, participou do Campeonato Mundial de Lausanne. No evento, foi novamente bronze por equipes. Individualmente, foi sétima no concurso geral. Em sua quinta participação em mundiais, Liu disputou em casa, conquistando a medalha de bronze nos exercícios coletivos. Competindo pela segunda vez em Olimpíadas, Liu foi aos Jogos Olímpicos de Sydney. Novamente, a equipe chinesa terminou com a medalha de bronze por equipes. No evento geral, foi quarta colocada. Porém, alguns dias depois, a chinesa herdou a medalha de bronze, devido à desqualificação da romena Andreea Răducan, medalhista de ouro. a romena Simona Amânar herdou a medalha de ouro e a também romena Maria Olaru ficou com a prata. Disputando seu principal aparelho, Liu superou as russas, Elena Produnova, e Ekaterina Lobazniouk, bronze e prata, respectivamente, e conquistou a medalha de ouro.
Após a realização do evento, Liu anunciou sua aposentadoria do desporto, dedicando-se aos estudos. Em 2008 durante os Jogos Olímpicos em Pequim, foi repórter do canal de televisão de Hong Kong TVB.

## Principais resultados
| Ano  | Evento                                    | AA                | Equipe            | Salto sobre o cavalo | Barras assimétricas | Trave             | Solo |
| ---- | ----------------------------------------- | ----------------- | ----------------- | -------------------- | ------------------- | ----------------- | ---- |
| 1994 | Campeonato Mundial de Ginástica Artística |                   | 4º                |                      |                     |                   |      |
| 1994 | Jogos Asiáticos                           |                   | Medalha de ouro   |                      |                     | Medalha de prata  |      |
| 1994 | Desafio Internacional                     | 8º                | Medalha de bronze |                      |                     |                   |      |
| 1995 | Campeonato Mundial de Ginástica Artística |                   | Medalha de prata  |                      |                     |                   |      |
| 1996 | Campeonato Mundial de Ginástica Artística |                   |                   |                      |                     | Medalha de bronze |      |
| 1996 | Jogos Olímpicos                           |                   | 4º                |                      |                     |                   |      |
| 1997 | Campeonato Mundial de Ginástica Artística | 7º                | Medalha de bronze |                      |                     |                   |      |
| 1998 | Jogos Asiáticos                           | Medalha de ouro   | Medalha de ouro   |                      | Medalha de ouro     |                   |      |
| 1999 | Campeonato Mundial de Ginástica Artística |                   | DSQ               |                      |                     |                   |      |
| 2000 | Jogos Olímpicos                           | Medalha de bronze | DSQ               |                      |                     | Medalha de ouro   |      |